# アンリ・ギザン

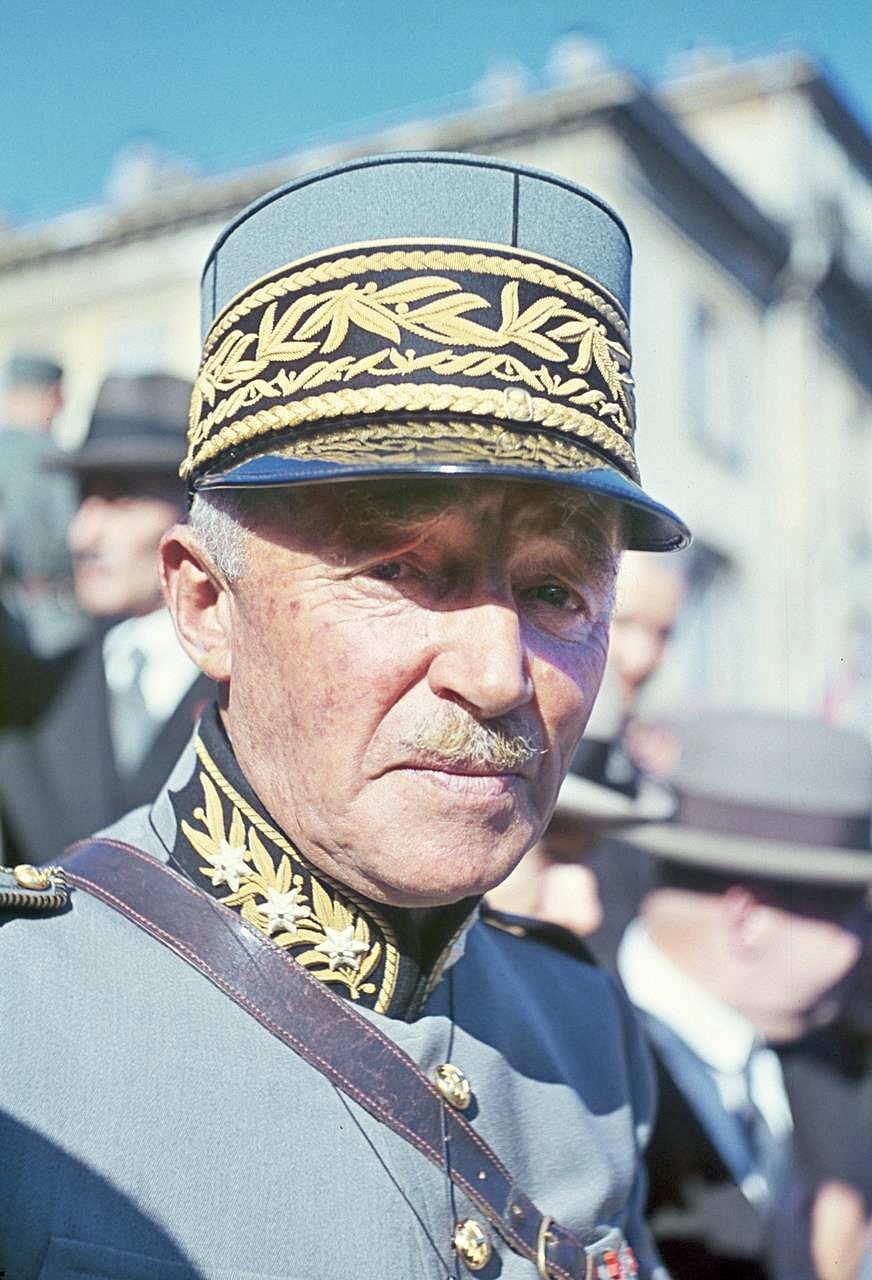
アンリ・ギザン

アンリ・ギザン（Henri Guisan、1874年10月21日 - 1960年4月8日）は、スイスの軍人。第二次世界大戦下の非常事態下において軍の最高司令官となり、同時に事実上のスイスの最高指導者となった。

## 生涯
スイス西部のヴォー州メジエールにて、フランス系プロテスタントの医師の家に生まれた。ギザンは幼くして母を亡くし、父親の愛情を受けて育った。やがてローザンヌ大学に進学したものの、進路に迷った末にフランスやドイツに農業技術の研究のために留学した。やがて兵役に就いたことをきっかけに、軍の仕事に興味を持って職業軍人に転じ、主に砲兵として活躍、第一次世界大戦の頃には陸軍中央学校の教官、あるいは軍の作戦司令部の参謀として、近代戦の研究に励んだ。1932年には軍団長大佐（平時のスイスにおいては将官は設けられないため、大佐が最高位となる。）兼国家国防委員会委員となり、実質上の武官のトップの地位に就いた。
1939年8月、ナチス・ドイツとポーランドの関係が急速に悪化して戦争が避けられない情勢となると、ジュゼッペ・モッタら当時の連邦政府指導部は連邦議会とともに、8月30日に武装中立と非常事態を宣言、政府と議会の代表からなる委員会に全権が委任された。委員会は、少数派のフランス系住民出身ではあるが、実績と信頼のあるギザンを軍の最高司令官に選出して、臨戦態勢を整えた。ギザンは万が一にドイツ軍あるいは連合国軍がスイスに侵攻してきた場合には、山間部を走る国境の交通網を全面的に破壊した上、平野部を放棄してアルプス山脈に要塞を築いて徹底抗戦する計画を立案した。最高43万人の民兵が動員されて、スイス国内は“ハリネズミ”と評されるほどの一大防衛体制が取られた。
だが、翌1940年に入るとモッタが急死し、続いてイタリアがナチス・ドイツ側で参戦し、フランスが降伏した（オーストリアは既にドイツに併合されていた）ため、スイスの国境は全てドイツ側陣営と接することになった。しかも、多数派であるドイツ系住民の中にはドイツ側への参戦を求める声が高まり、中立政策は動揺を来たした。
1940年7月25日、ギザンは主だった軍の幹部・将校を建国伝説ゆかりの地であるリュトリに集めて演説を行い、スイスの自由と独立を守ってきた先人の精神を引き継いで、あくまでも国を守ってゆくことを誓った（リュトリ演説）。ギザンの演説はスイス国民に広く伝わり、以後ドイツ側への参加を公然と唱える者は少なくなった。
ところが、戦争の長期化とともに経済的理由から、「ドイツ側への配慮」に動く行政側（それはユダヤ人の入国拒否問題やナチスが不当に得た資産のマネーロンダリング容認といった事実として後に発覚する）と、あくまでも両陣営いずれに対しても加担すべきではないと考えて、ドイツ側の工作員として働いたスイス人に対し死刑を含めた厳しい処置で臨むギザンとの間に、不協和音となって現れた。

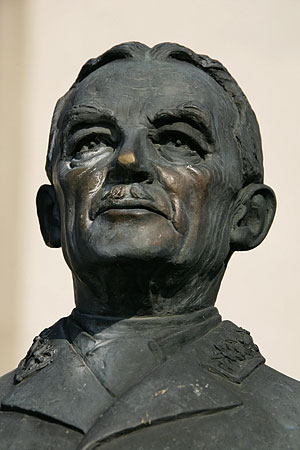
アヴァンシェにある胸像

だが、ギザンの徹底的な防衛戦略と国民からの支持を背景に、彼の“武装中立”路線の根本は揺らぐことはなかった。また、ドイツ側も同盟国イタリアとの連絡ルート確保のためにタンネンバウム作戦などのスイス占領計画を立案したものの、ギザンの戦略を打ち破るだけの戦略を見出すことは出来ず、実際の発動までには至らなかった。
やがて、ドイツが降伏した後の1945年6月4日、ギザンはその職務を終え、静かに引退生活に入ったという。

## 伝記・関連資料
- 植村英一『将軍アンリ・ギザン 意志決定を貫く戦略』（原書房、1985年） ISBN 4-562-01601-9
- 飯山幸伸『中立国の戦い』（光人社NF文庫、2005年） ISBN 4-7698-2463-7

## アンリ・ギザンの登場する作品
赤石路代の少女漫画『アルペンローゼ』の作中の架空の設定では、ヒロインのジュディ・コルトー（本名はアリシア・ブレンデル）の祖父ジャック・デュナンとは親友であり、彼女の恋人ランディに協力し、デュナン家を乗っ取ろうとしていた武器商人ミシェル・トロンシャン（実在の人物バジル・ザハロフに師事した弟子という設定）を排除した。